# Гаел Клиши
Гаел Клиши (фр. Gaël Clichy; Тулуз, Француска, 26. јул 1985) бивши је француски фудбалер који је играо на позицији левог бека.
Клиши је фудбалску каријеру започео у аматерским клубовима Hersoise, Cugnaux, Muret и Tournefeuille. 2000. године прелази у Кан за чију прву екипу дебитује након две сезоне.
Арсеналов менаџер Арсен Венгер довео је Клишија у лондонски клуб 2003, и он је у својој дебитантској сезони освојио Премијер лигу чиме је постао најмлађи играч којем је то успело (са 18 година и 10 месеци). У сезони 2006/07. Клиши је постао стандардан у првом тиму, заменивши Ешлија Кола, док је у следећој сезони одиграо свих 38 првенствених сусрета. Због одличних игара уврштен је у тим године.
Осим титуле енглеског шампиона, Клиши је са Арсеналом освојио и Комјунити шилд (2004) и ФА куп (2005). Клуб је напустио 2011. и прешао у Манчестер Сити са којим је у првој сезони освојио своје друго првенство и Комјунити Шилд.
Након наступа за млађе категорије француске репрезентације, Клиши је за сениоре дебитовао у септембру 2008. у квалификационој утакмици против Србије. Са Француском је наступао на једном светском (Јужна Африка 2010) и европском првенству (Пољска/Украјина 2012).

## Трофеји
Арсенал
- Премијер лига (1) : 2003/04.
- ФА куп (1) : 2004/05.
- ФА Комјунити шилд (1) : 2004.
- Лига шампиона : финале 2005/06.

Манчестер сити
- Премијер лига (2) : 2011/12, 2013/14.
- Лига куп Енглеске (2) : 2013/14, 2015/16.
- ФА Комјунити шилд (1) : 2012.

Истанбул Башакшехир
- Првенство Турске (1) : 2019/20.